# Ângelo Ademir Mezzari

Wappen von Ângelo Ademir Mezzari als Weihbischof in São Paulo

Ângelo Ademir Mezzari RCJ (* 2. April 1957 in Forquilhinha, Santa Catarina) ist ein brasilianischer römisch-katholischer Ordensgeistlicher und Erzbischof von Vitória.

## Leben
Ângelo Ademir Mezzari trat der Ordensgemeinschaft der Rogationisten bei und legte am 31. Januar 1981 die Profess ab. Er studierte Philosophie an der Fakultät Nossa Senhora Medianeira in São Paulo und ab 1984 Katholische Theologie am Theologischen Institut Pio XI in São Paulo. Mezzari empfing am 22. Dezember 1984 das Sakrament der Priesterweihe.
Nach der Priesterweihe war Ângelo Ademir Mezzari als Ausbilder für die Philosophiestudenten seiner Ordensgemeinschaft und als Pfarrvikar in Curitiba tätig. Daneben belegte er von 1986 bis 1989 an der Universidade Federal do Paraná in Curitiba Kurse im Fach Journalismus. Von 1990 bis 2002 war Mezzari Ausbilder für die Theologiestudenten der Rogationisten und leitete das Instituto Sócio Educativo in São Paulo. Zudem war er von 1989 bis 1998 Provinzialrat und von 1993 bis 2002 Direktor des Instituts für Berufungspastoral. Daneben war Mezzari von 2000 bis 2002 als Präsident des städtischen Wohlfahrtsrates von São Paulo sowie als Assessor der Abteilung für Berufungspastoral der Brasilianischen Bischofskonferenz und des Lateinamerikanischen Bischofsrats (CELAM) tätig. 2002 wurde Ângelo Ademir Mezzari Provinzial der Ordensprovinz São Lucas der Rogationisten. Daneben erwarb er 2003 an der Päpstlichen Fakultät Nossa Senhora da Assunçã in São Paulo ein Lizenziat im Fach Dogmatik.
Von 2. August 2010 bis 21. Juli 2016 war Ângelo Ademir Mezzari Generalsuperior der Rogationisten. Danach war er als Pfarrer der Pfarrei Nossa Senhora das Graças tätig und gehörte dem Konsultorenkollegium des Bistums Bauru an.
Am 8. Juli 2020 ernannte ihn Papst Franziskus zum Titularbischof von Fiorentino und zum Weihbischof in São Paulo. Der Erzbischof von São Paulo, Odilo Kardinal Scherer, spendete ihm am 19. September desselben Jahres im Heiligtum Sagrado Coração Misericordioso de Jesus in Içara die Bischofsweihe; Mitkonsekratoren waren der Bischof von Criciúma, Jacinto Inácio Flach, und der Bischof von Bauru, Rubens Sevilha OCD. Sein Wahlspruch Rogate ergo („Bittet also“) stammt aus Mt 9,38 .
Papst Franziskus bestellte ihn am 30. Dezember 2024 zum Erzbischof von Vitória. Die Amtseinführung erfolgte am 22. Februar 2025.